# Tatarisches Reich

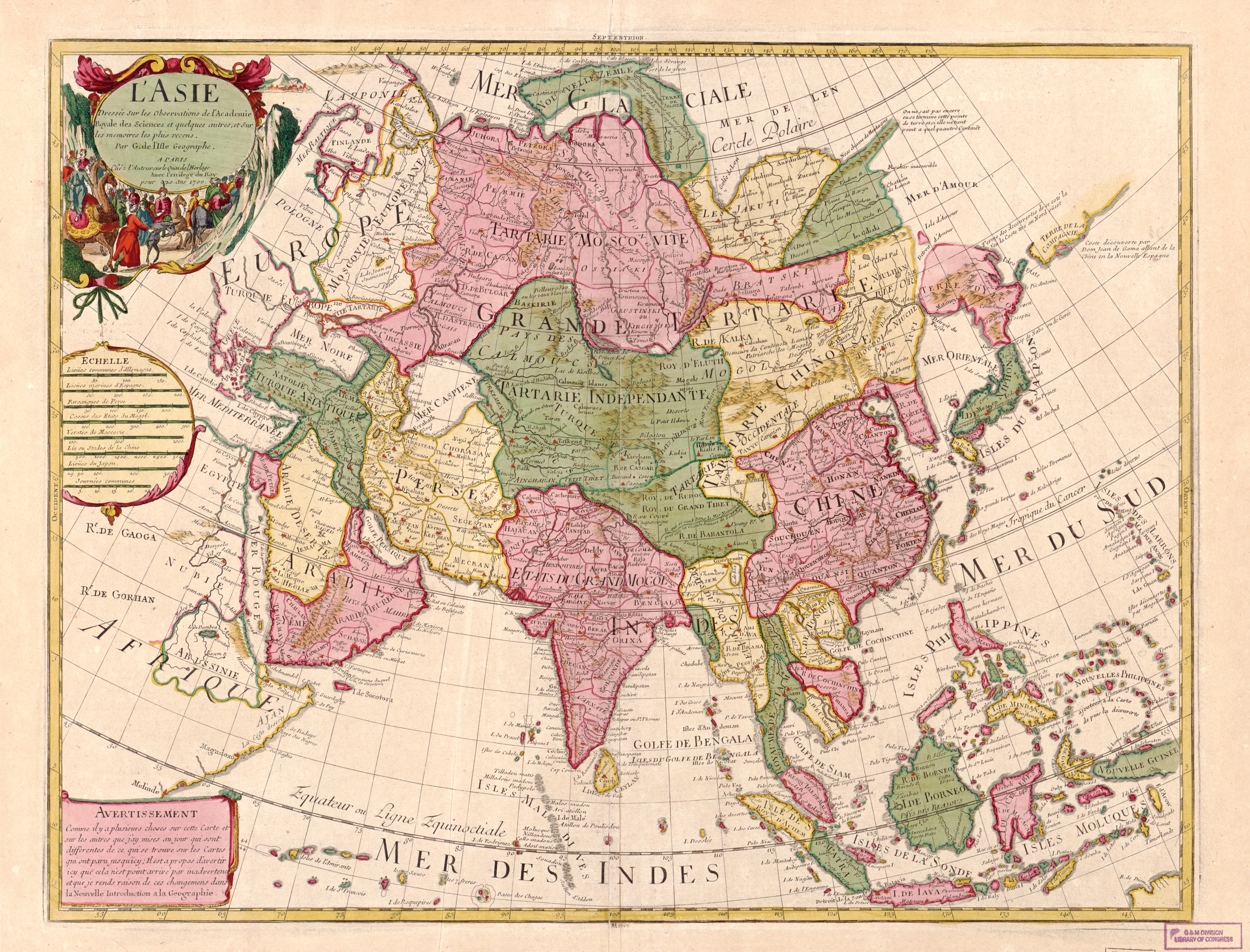
A 1700-Karte Asiens, die „Groß-Tartarei“ in „Moskowitische Tartarei“, „Chinesische Tartarei“ und „Unabhängige Tartarei“ unterteilt.

Das Tartarenreich bezieht sich auf eine Gruppe pseudohistorischer Verschwörungstheorien, darunter Vorstellungen von einer „verborgenen Vergangenheit“ und „Schlammlawinen“, die ihren Ursprung im pseudowissenschaftlichen russischen Nationalismus haben.
Die Tartarei oder Tartaria ist ein historischer Name für Zentralasien und Sibirien. Verschwörungstheorien behaupten, dass Tartarei oder das Tartarenreich eine verlorene Zivilisation mit fortschrittlicher Technologie und Kultur gewesen sei. Dies ignoriert gut dokumentierte Berichte über die Tartarei in der Geschichte Asiens. Heute umfasst die Region Tartarei Gebiete von Zentralafghanistan bis Nordkasachstan sowie Teile der Mongolei, Chinas und des russischen Fernen Ostens.

## Hintergrund
Die Theorie von Groß-Tartaria als unterdrücktes, verlorenes Land oder eine vergessene Zivilisation entstand in Russland, wobei erste Aspekte in Anatoli Fomenkos Neue Chronologie Mitte der 1970er- und frühen 1980er-Jahre auftauchten. Sie wurde später durch die rassistische okkulte Geschichtsschreibung von Nikolai Lewaschow popularisiert. In der russischen Pseudowissenschaft, die für ihren Nationalismus bekannt ist, wird Tartaria als der „wahre“ Name für Russland dargestellt, der im Westen böswillig „ignoriert“ worden sei.
Die Russische Geographische Gesellschaft hat diese Verschwörungstheorie als extremistische Fantasie entlarvt. Anstatt die Existenz des Begriffs zu leugnen, nutzte sie die Gelegenheit, zahlreiche Karten von „Tartarei“ aus ihrer Sammlung zu veröffentlichen.
Seit etwa 2016 haben Verschwörungstheorien über das angeblich verlorene Reich „Tartaria“ im Internet an Popularität gewonnen, losgelöst von ihrem ursprünglichen russisch-nationalistischen Rahmen.

## Verschwörungstheorie

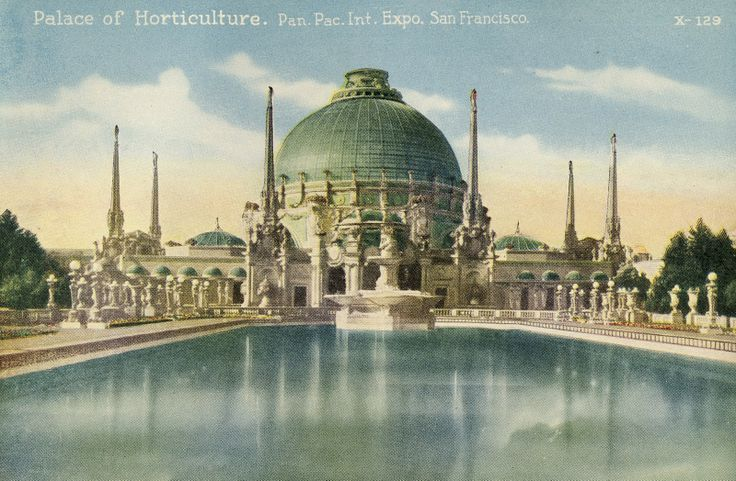
Der Palast für Gartenbau (Palace of Horticulture), der für die Panama-Pacific International Exposition im Jahr 1915 erbaut wurde.

Die Tartaria-Verschwörungstheorie hat in den letzten Jahren besonders durch soziale Medien an Popularität gewonnen. Während sie ursprünglich aus dem russischen Nationalismus entsprang, hat sie sich mittlerweile global verbreitet und wurde mit anderen Verschwörungsnarrativen verknüpft. Ein faszinierender Aspekt dieser Theorie ist die Behauptung, dass die Geschichte systematisch manipuliert wurde, um die Existenz Tartarias zu verbergen.
Einige Anhänger glauben, dass historische Dokumente gefälscht oder umgeschrieben wurden, um Tartaria aus offiziellen Aufzeichnungen zu tilgen. Karten, die im 18. und 19. Jahrhundert „Tartary“ erwähnen, werden als Beweise für die einstige Existenz dieses angeblich fortschrittlichen Reiches herangezogen. Kritiker verweisen jedoch darauf, dass Tartary historisch lediglich eine vage Bezeichnung für wenig erforschte Regionen in Asien war.
Ein weiteres faszinierendes Element ist die Verknüpfung mit verlorener Technologie. Manche Verschwörungstheoretiker behaupten, dass die Architektur der angeblichen Tartaren auf einem Energienetzwerk basierte, das durch bestimmte Bauweisen Strom oder Frequenzen nutzen konnte. Insbesondere alte Kuppelbauten oder Türme mit metallischen Spitzen werden als Indizien für diese Theorie angeführt.
Interessanterweise knüpft die Tartaria-Theorie an eine tiefere Skepsis gegenüber moderner Geschichtsschreibung an. Sie spiegelt das Misstrauen vieler Menschen wider, die das Gefühl haben, dass vergangene Zivilisationen uns technologisch möglicherweise weiter voraus waren, als die heutige Wissenschaft zugibt. Dieses Gedankengut vermischt sich zunehmend mit anderen alternativen Geschichtsmodellen und wird so zu einem Teil eines größeren, internetbasierten Verschwörungsmythos.

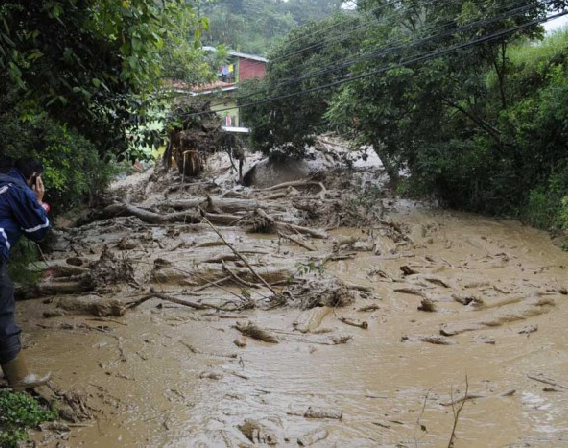
Die Zerstörung des Tartarenreiches wird typischerweise einer gewaltigen „Schlammlawine“ (Mud Flood) zugeschrieben.

Die globalisierte Version der Verschwörungstheorie basiert auf einer alternativen Sichtweise der Architekturgeschichte. Anhänger behaupten, dass abgerissene Gebäude wie das Singer Building, das ursprüngliche New York Penn Station und das temporäre Ausstellungsgelände der Weltausstellung von 1915 tatsächlich Bauwerke eines riesigen Reiches mit Sitz in Tartaria waren, das aus der Geschichte unterdrückt wurde. Prunkvoll gestaltete Gebäude aus dem Gilded Age werden oft als angebliche Werke Tartarias betrachtet. Darüber hinaus werden weitere Bauwerke wie die Großen Pyramiden oder das Weiße Haus als tartarische Konstruktionen dargestellt. Die Verschwörungstheorie beschreibt nur vage, wie eine angeblich hochentwickelte Zivilisation, die angeblich den Weltfrieden erreicht hatte, untergehen und verborgen bleiben konnte.
Ein häufiges Motiv in der Verschwörungstheorie ist die Idee, dass eine „Schlammlawine“ (Mud Flood) große Teile der Welt entvölkerte und damit alte Gebäude teilweise unter der Erde verschwinden ließ. Dies wird mit dem Umstand begründet, dass viele Gebäude weltweit architektonische Elemente wie Türen, Fenster und Bögen aufweisen, die mehrere Meter unter dem heutigen „Bodenniveau“ liegen. Zudem werden der Erste und Zweiter Weltkrieg als Mittel genannt, mit denen Tartaria zerstört und verborgen wurde – ein Gedanke, der darauf basiert, dass die massiven Bombardierungen des Zweiten Weltkriegs tatsächlich viele historische Gebäude vernichteten.
Als Beweise für die Theorie werden Ähnlichkeiten zwischen Baustilen weltweit angeführt, etwa Kuppelbauten von Kapitolen oder sternförmige Festungen (Star Forts). Auch Fotografien aus der Zeit um 1900, die menschenleere Straßen in verschiedenen Hauptstädten zeigen, werden als Indiz betrachtet. In späteren Aufnahmen, in denen Menschen auftauchen, fällt der Kontrast zwischen den Pferdewagen auf schlammigen Straßen und den hoch aufragenden, aufwendig verzierten Steinbauten besonders ins Auge – ein Phänomen, das auch in modernen Städten beobachtet werden kann, wo extreme Armut mit Wolkenkratzern kontrastiert.
Zach Mortice, der für Bloomberg schreibt, sieht in der Theorie eine kulturelle Unzufriedenheit mit der Moderne und die Annahme, dass traditionelle Baustile grundsätzlich gut und moderne Baustile schlecht seien. Er bezeichnet die Theorie als „das QAnon der Architektur“. Der Religionswissenschaftler Moritz Maurer verknüpft tartarische Bildmotive mit der „Riesige-Bäume-Theorie“, nach der riesige, flache Tafelberge als Überreste von ursprünglichen „Mutterbäumen“ interpretiert werden, die in ferner Vergangenheit von unbekannten, bösartigen Mächten gefällt wurden. Maurer führt die fehlende klare Erzählstruktur beider Verschwörungen auf bildbasierte soziale Medien zurück, die sie verbreiten, und beschreibt sie als „Meme-Kultur“, die ebenfalls Parallelen zu QAnon aufweist.